# Алиев, Исмаил Ибрагимович
Исмаил Ибрагимович Алиев (род. 1 сентября 1946) — советский и российский учёный, электротехник, доктор технических наук (1995), профессор (2010), член-корреспондент Академии электротехнических наук РФ.

## Биография
Окончил Новочеркасский политехнический институт, получил образование инженера-электрика, затем до 1992 работал в должности ассистента, старшего преподавателя, доцента там же, в филиале Ставропольского политехнического института. В 1984 получил учёную степень кандидата технических наук. В 1990—1995 депутат областного и верховного советов Карачаево-Черкесской АССР. В 1995 защитил докторскую диссертацию в Московском энергетическом институте по теме разработки альтернативных источников электрической энергии. Основатель и первый президент Конфедерации репрессированных народов России, избирался на этот пост трижды. В 1992 Радио России назвало его человеком года России в сфере межнациональных отношений и в том же году приглашён в Государственный комитет России по делам национальностей на должность заместителя начальника департамента. Член Конституционного совещания Российской Федерации по разработке действующей Конституции РФ. С 1995 до 1997 являлся директором Научно-исследовательского института электромеханики. В 2008 возвратился в Черкесск, где почти до середины 2010 работал первым заместителем председателя правительства КЧР В. Г. Кайшева. Затем становится профессором Московского института коммунального хозяйства и строительства и одновременно руководителем научного направления одной из московских фирм в области разработки и создания принципиально новых источников энергии и светодиодных технологий. Автор около 250 научных работ и изобретений в области электротехники, а также этнологии, экономики, права, филологии из которых 27 книг, в том числе монографий и учебников для студентов вузов.

## Публикации
Является автором более 70 книг, научных, публицистических статей и политических произведений.
- Омар Хайям, рубаи. 1982.[1]
- Умом Россию не понять… 1995, 1996.
- Электротехнический справочник. — 3-е изд., испр. и доп. — М.: РадиоСофт, 2000. ISBN 5-93037-033-8.[2]
- Справочник по электротехнике и электрооборудованию. 2002.
- Энергосберегающая резонансная однопроводная ЛЭП. 2011.[3]
- Электротехнический справочник. В 3-х томах. 2006, 2012, 2010.